# Nena (band)
Nena was een West-Duitse Neue Deutsche Welle-band uit West-Berlijn rondom zangeres Nena, (artiestennaam van Gabriele Susanne Kerner). De groep bestond van 1982 tot 1987, waarna de zangeres in 1989 solo ging. Het bekendste lied van de band is 99 Luftballons, dat een wereldhit werd. Andere liedjes van de band, zoals Nur geträumt, Leuchtturm, Fragezeichen, Rette Mich, Feuer & Flamme en Irgendwie, irgendwo, irgendwann werden grote hits in de Duitstalige landen en sommige daarvan in delen van Europa. De band heeft het meermaals in het Engels geprobeerd, maar het waren vooral de Duitstalige singles en albums die het goed deden in het buitenland. De band bestond uit zangeres Nena Kerner, drummer Rolf Brendel, gitarist Carlo Karges, bassist Jürgen Dehmel en toetsenist Uwe Fahrenkrog-Petersen. Fahrenkrog-Petersen componeerde het grootste deel van de muziek. Karges en Kerner schreven het grootste deel van de songteksten.

## Biografie

### Voorgeschiedenis
De band Nena werd opgericht nadat Kerner en haar toenmalige partner, Brendel in 1981 van Hagen naar West-Berlijn verhuisden. Van 1979 tot 1981 hadden zij samen in de Hagense band The Stripes gezeten. Deze band heeft wel enkele singles en een album uitgebracht, maar is niet doorgebroken.

### Start en doorbraak
In West-Berlijn ontmoetten Kerner en Brendel de drie andere muzikanten met wie zij de band Nena zouden vormen. Het feit dat de zangeres en de band dezelfde naam hadden, heeft weleens tot verwarring geleid. De zangeres werd door sommigen gezien als solozangeres, die werd ondersteund door een band. In Berlijn werkte de zangeres voor producer en manager Jim Rakete als administratief medewerkster bij het beantwoorden van fanmail voor de rockgroep Spliff. Reinhold Heil en Manfred Praeker van Spliff ontdekten haar talent en besloten de eerste single van de band Nena te produceren. In mei 1982 werd het nummer Nur geträumt uitgebracht. Aanvankelijk had het nummer geen succes, maar toen de groep op 17 augustus 1982 optrad in het ARD-programma Musikladen steeg de single naar plaats 2 in de Musikmarkt Top 75.

### 99 Luftballons en debuutalbum Nena
Met de tweede single 99 Luftballons werd het succes van de eerste overtroffen. In West-Duitsland bereikte het nummer de eerste plaats en ook in andere Europese landen werd het nummer een grote hit. In Nederland en Vlaanderen brak Nena nu ook door en scoorde de groep een nummer 1-hit. De voor Toppop op Schietkamp De Harskamp opgenomen videoclip verwoordde de sfeer van het nummer zo goed dat de groep de clip voor wereldwijde promotie overnam. Al gauw daarna werd Nur geträumt ook in de Benelux uitgebracht, wat de groep nog een top 10-hit opleverde. Daarnaast werden van het debuutalbum Nena en de derde single Leuchtturm veel exemplaren in Europa verkocht.

### Fragezeichen
Eind 1983 verscheen de eerste single van het tweede album, beide ? getiteld (uitgesproken als Fragezeichen). Als tweede  single werd Rette mich uitgebracht. Als derde single werd Lass mich dein Pirat sein uitgebracht. Het album was succesvol, hoewel er minder van verkocht werd dan van het debuutalbum Nena uit 1983.

### Wereldwijde doorbraak
Terwijl in Europa in 1984 het album ? (Fragezeichen) uitgebracht werd, brak het nummer 99 Luftballons door in de Verenigde Staten. Het nummer werd daar bij toeval ontdekt dankzij Christiane F.. Zij reisde door de Verenigde Staten om daar de verfilming van haar autobiografische boek Wir Kinder vom Bahnhof Zoo te promoten. Tijdens een interview liet zij een cassettebandje met haar lievelingsliedjes horen en daarop stond 99 Luftballons. Het nummer werd opgepikt en door veel dj's in Amerika gedraaid, waar het overigens vaak foutief werd aangekondigd als Ninety-nine luft balloons. Vanwege het succes nam Nena ook een Engelstalige versie van het nummer op, onder de naam 99 red balloons. In Amerika was het echter de originele Duitstalige versie die een hit werd en zelfs de tweede plaats in de Billboard Hot 100 bereikte. In tekst verschillen 99 red balloons en 99 Luftballons op delen veel van elkaar. Het is tot op heden naast Lolita's Sailor (your home is the sea) het enige volledig in het Duits gezongen lied dat de Amerikaanse top 10 gehaald heeft. In het Verenigd Koninkrijk was het wel de Engelse vertaling die een nummer 1-hit werd. In de Engelstalige landen wist de band Nena met Just a dream, een vertaling van Nur geträumt, echter niet met een geschikte opvolger te komen, waardoor de groep in die landen nog altijd als een eendagsvlieg wordt beschouwd. Speciaal voor de Engelstalige landen werd ook een album met de titel 99 Luftballons uitgebracht. Dit album bevatte een aantal Engelstalige vertalingen van de Duitse versies en een aantal Duitstalige nummers. Het album bevatte een mix van nummers uit het debuutalbum Nena en het tweede album Fragezeichen. Het album werd geen groot succes.

### Feuer und Flamme & It's all in the game
De eerste single van het derde album Feuer und Flamme werd Irgendwie, irgendwo, irgendwann. Met dit nummer had de band Nena haar laatste hit in de Benelux. Het nummer Irgendwie, irgendwo, irgendwann zou echter in 2003 door de zangeres Nena in duet met de Britse zangeres Kim Wilde als Anyplace, anywhere, anytime opgenomen worden en een korte comeback voor Nena als solozangeres in Europa betekenen. De groep Nena had dit nummer in 1985 zelf overigens ook al in het Engels opgenomen. Dat jaar verscheen namelijk het enige volledig in het Engels gezongen album van Nena: It's all in the game. Een Engelstalige vertaling van het album Feuer & Flamme. De canadese songwriter en zangeres Lisa Dalbello vertaalde de nummers. Sommige nummers, die moeilijk te vertalen waren, kregen een geheel of gedeeltelijk nieuwe tekst op dezelfde melodie. Het Engelstalige album werd geen succes. Het was voornamelijk de Duitse versie van het album dat in het buitenland (buiten Duitsland) werd verkocht. De tweede single Feuer & Flamme was de laatste top-10 hit voor de groep in Duitsland. Als derde en vierde single werden respectievelijk Haus der drei Sonnen en Jung wie du uitgebracht, maar dit werden geen grote hits. Als vijfde single werd Du kennst die Liebe nicht uitgebracht, maar dit lied kon de Duitse hitparade niet halen.

### Eisbrecher en einde band
In 1986 werd het album Eisbrecher uitgebracht. Het album werd vergeleken met de voorgaande albums geen succes. Het kwam niet verder dan plaats 45 in de Duitse album top 100. De eerste single werd Mondsong, maar dit nummer kwam niet verder dan plaats 37 van de Duitse single top 100. Als tweede en laatste single werd in 1987 Engel der Nacht uitgebracht, maar dit nummer kon de Duitse hitlijst niet halen. Toen de band in 1987 merkte dat het succes over was en omdat de zangeres Nena had aangegeven 'geen zin' meer te hebben, ging zij uit elkaar. In 1991 werd een Best-off album uitgebracht onder de naam Nena, die band, inclusief een nieuwe remix van het lied Lass mich dein Pirat sein.

### Solocarrière zangeres Nena
De zangeres Nena ging in 1989 echter door als solozangeres, onder de naam Nena. In 1989 bracht zij het album Wunder geschehen uit. Hierna volgden nog verscheidene popalbums, maar grote hits scoorde Nena niet meer en de albums behaalden geen hoge verkoopcijfers. In 2002 bracht de zangeres Nena het album Nena feat. Nena uit. Het album bevat nieuwe gemoderniseerde versies van vooral de liedjes uit de periode van de band Nena. Het album werd in de Duitstalige landen een enorm succes. Het album werd geproduceerd door oud-bandlid Uwe Fahrenkrog-Petersen. In 2003 had zij een korte maar succesvolle comeback in een deel Europa. De tweetalige nieuwe versie van Irgendwie, irgendwo, irgendwann en Anyplace, Anywhere, Anytime uit 1984 in duet met Kim Wilde werd een onverwacht een hit in een deel van Europa. Het was de vierde single uit het album Nena feat. Nena. In de Duitstalige landen hield haar comeback stand en zij is hier tot op heden nog populair (stand 2013). Uwe Fahrenkrog-Petersen produceerde verscheidene van de succesvolle albums, die volgden na Nena feat. Nena. De zangeres Nena gebruikt de liedjes uit de periode van de band Nena als solozangeres nog steeds. Alle oud-bandleden hebben Nena ondersteund bij een of meerdere van haar muzikale soloprojecten.

### Overlijden Carlo Karges
Op 30 januari 2002 overleed Carlo Karges op 50-jarige leeftijd in Hamburg aan leverfalen. Hij schreef de teksten van onder andere 99 Luftballons en Irgendwie, irgendwo, irgendwann.

## Bezetting
- Nena (zang)
- Rolf Brendel (drums)
- Carlo Karges (gitaar)
- Uwe Fahrenkrog-Petersen (toetsenist)
- Jürgen Dehmel (basgitaar)